# Craniospermum
Craniospermum – rodzaj roślin należący do rodziny ogórecznikowatych (Boraginaceae). Obejmuje około pięciu gatunków. Występują one w środkowej Azji, w strefie klimatu umiarkowanego.

## Morfologia
PokrójByliny i rośliny dwuletnie.
LiścieSkrętoległe.
KwiatySiedzące lub krótkoszypułkowe, zebrane w wierzchotkowe kwiatostany. Działki kielicha zrośnięte tylko u nasady, lancetowato-równowąskie, prosto wzniesione, owłosione, nieznacznie powiększające się w czasie owocowania. Płatki korony zrośnięte w długą rurkę pozbawioną osklepek, z wolnymi końcami rozpostartymi lub wzniesionymi, trójkątnymi lub jajowatymi. Pręciki wyrastają z połowy długości rurki korony i wystają poza jej brzeg, pylniki są równowąskie. Zalążnia górna, czterokomorowa, z pojedynczą szyjką słupka także wystającą z rurki korony, zakończoną główkowatym lub punktowym znamieniem.
OwoceRozłupnie rozpadające się na cztery jajowate i nagie rozłupki.

## Systematyka
Rodzaj należy do plemienia Craniospermeae w podrodzinie Cynoglossoideae w obrębie rodziny ogórecznikowatych Boraginaceae.
Wykaz gatunków
- Craniospermum canescens DC.
- Craniospermum mongolicum I.M.Johnst.
- Craniospermum subfloccosum  Krylov
- Craniospermum subvillosum Lehm.
- Craniospermum tuvinicum Ovczinnikova